# یواف‌سی ۲۳۸
یواف‌سی ۲۳۸: سجودو vs. موراس (انگلیسی: UFC 238: Cejudo vs. Moraes) یک رویداد هنرهای رزمی ترکیبی بود که توسط یواف‌سی در تاریخ ۸ ژوئن ۲۰۱۹ در یونایتد سنتر شیکاگو برگزار شد.

## زمینه
این رویداد با یک مسابقه قهرمانی خروس‌وزن یواف‌سی برای کسب عنوان قهرمانی بین هنری سجودو، دارنده مدال طلای المپیک ۲۰۰۸ در کشتی آزاد و قهرمان فعلی مگس‌وزن یواف‌سی ، و مارلون موراس قهرمان سابق خروس‌وزن WSOF آغاز شد. تی‌.جی. دیلاشاو قهرمان دو دوره مسابقات، در ۲۰ مارس به دلیل مثبت شدن آزمایش دوپینگ در رابطه با شکست ژانویه‌اش در برابر سجودو برای کسب عنوان قهرمانی مگس وزن، به حالت تعلیق درآمد و بنابراین ترجیح داد قبل از سلب عنوان قهرمانی، از عنوان خود صرف نظر کند. سجودو سومین مردی شد که به طور همزمان در دو بخش قهرمان UFC شد و چهارمین مبارز در کل (پس از کانر مک‌گرگور در یواف‌سی ۲۰۵، دانیل کورمیر در یواف‌سی ۲۲۶ و آماندا نونز در یواف‌سی ۲۳۲) و همچنین هفتمین نفری بود که در بخش‌های مختلف عنوان قهرمانی را کسب کرد.
یک مسابقه قهرمانی مگس وزن زنان بین قهرمان فعلی والنتینا شوچنکو و جسیکا آی رویداد اصلی مشترک این رویداد بود.
قرار بود یک مسابقه کاه‌وزن بین فلیس هریگ و یان شیائونان برای این رویداد برگزار شود. با این حال، در ۳۰ آوریل گزارش شد که هریگ پس از پارگی رباط صلیبی قدامی از این رویداد کناره‌گیری کرد و آنجلا هیل جایگزین او شد.

## جوایز
مبارزان زیر ۵۰ هزار دلار پاداش دریافت کردند:
- تونی فرگوسن و دونالد سرونی
- هنری سجودو و والنتینا شوچنکو[۸]